# Kari koření

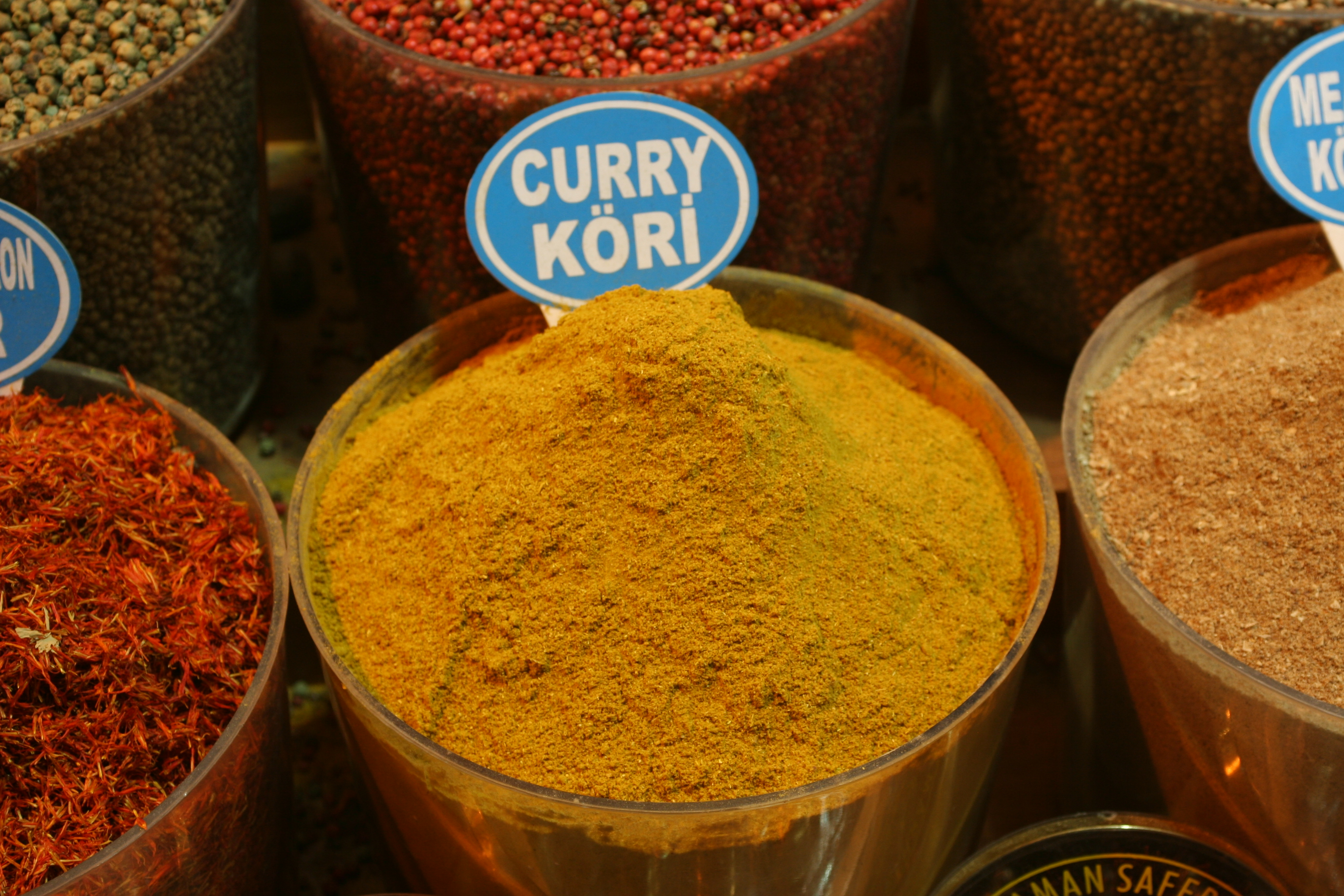
Kari koření v Istanbulu

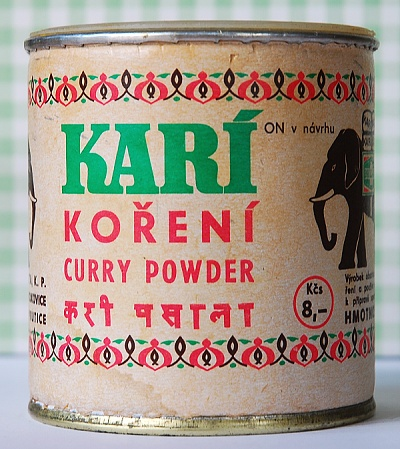
Kari koření prodávané v Československu v 80. letech

Kari koření nebo také karí koření (anglicky curry powder) je směs koření, používaná hlavně v Evropě. Vznikla v době britské koloniální nadvlády v Indii na základě nesprávného pojmenování koření sloužícímu pro výrobu tradičního tamilského pokrmu kari. Směs je velmi podobná gaaram masale. V Indii se „kari koření“ vyrábí většinou jen na export. Přesto ho lze najít v místních obchodech a restauracích. Vzhledem k pestrému složení obsahuje kari koření velké množství účinných látek. Jedná se např. o vitamíny (ze skupin A, B, C, E nebo K), minerály (vápník, železo, hořčík, draslík apod.) nebo omega-3 a omega-6 mastné kyseliny.

## Složení
Složení kořenící směsi se může velmi odlišovat. K nejčastějším komponentám patří kurkuma, pepř, kardamom, koriandr, zázvor, římský kmín, muškát, skořice, pískavice řecké seno, sušený česnek, chilli a další. Pokud bychom šli do historie starších receptů, chilli by mezi tento výčet nepatřilo.